# 牛津大学大学学院

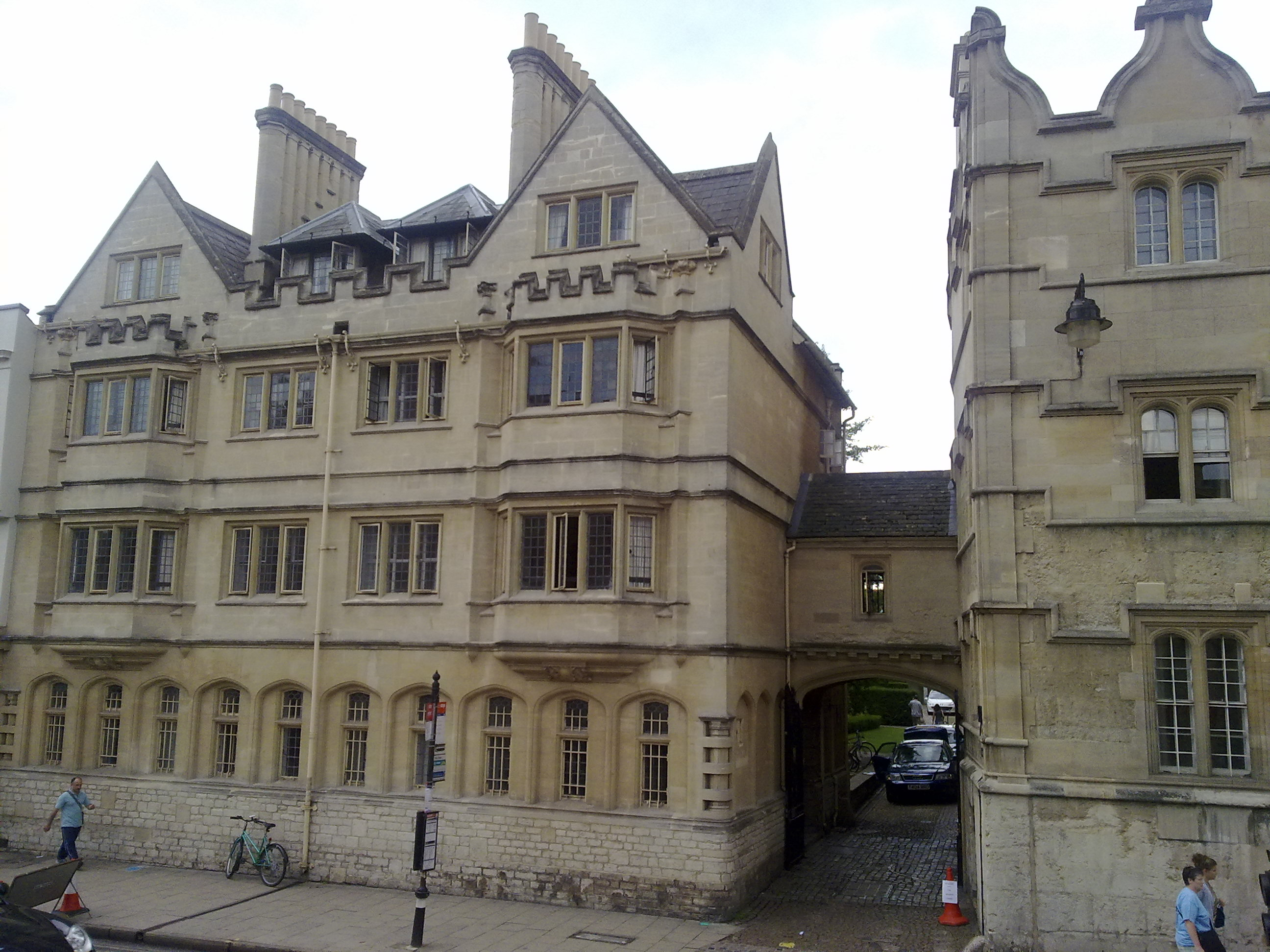
逻辑巷廊桥

牛津大学大学学院（University College，简称为Univ）是牛津大学的一个学院，位于英国牛津。它创建于1249年，是牛津大学最古老的学院。截至2018年，获得捐赠近一億三千三百萬英镑。
畢業或修讀於大學書院的著名校友有：英國前首相克萊曼·艾德禮及哈羅德·威爾遜、美國前總統比爾·柯林頓、著名宇宙學家史蒂芬·霍金、作家C·S·路易斯及V·S·奈波爾及英國詩人珀西·比希·雪萊.

### 引用
1. ↑  . University of Oxford.   [2013-10-03]. （原始内容存档于2012-12-02）.
2. ↑  Daunton, Martin,  (PDF), Newsletter: Academic Year 2009/10 (Trinity Hall, Cambridge): 7,   [1 August 2011], （原始内容 (PDF)存档于2011-09-27）
3. ↑  .   [2013-10-03]. （原始内容存档于2017-01-04）.
4. ↑   (PDF).   [2012-11-22]. （原始内容 (PDF)存档于2016-03-04）.